# 斯特鲁维测地弧

斯特魯維測地弧地圖，其中紅色點為列入世界遺產的測量點所在地。

斯特鲁维测地弧，是从挪威到黑海的一组三角测量点，穿过10个国家，总距离为2820公里。
这组测量点是由德国出生的俄罗斯科学家弗里德里希·冯·斯特鲁维于1816年到1855年之间创建的，目的是为了确立地球的参考椭球体。当时，这组测量点主要通过瑞典-挪威和俄罗斯帝国两个国家。测量点的建立也标志着国家的君主之间在科学上的合作。2005年斯特鲁维测地弧入选联合国教科文组织的世界文化遗产。

## 测量点
最初的测量地点组一共有265个，组成258个测量三角。以下34个监测点各有特点，按照從北到南的國家順序列出，括號內為座標。

### 挪威
- 哈默弗斯特的Fuglenes（70°40′12″N 23°39′48″E / 70.67000°N 23.66333°E）[2]
- 阿尔塔的Raipas（69°56′19″N 23°21′37″E / 69.93861°N 23.36028°E）[2]
- 凯于图凯努的Luvdiidcohkka（69°39′52″N 23°36′08″E / 69.66444°N 23.60222°E）[2]
- 凯于图凯努的Baelljasvarri（69°01′43″N 23°18′19″E / 69.02861°N 23.30528°E）[2]

### 瑞典
- 基律纳的Pajtas-vaara（68°15′18″N 22°58′59″E / 68.25500°N 22.98306°E）
- 帕亚拉的Kerrojupukka（67°16′36″N 23°14′35″E / 67.27667°N 23.24306°E）
- 上托尔内奥的Pullinki（66°38′47″N 23°46′55″E / 66.64639°N 23.78194°E）
- 哈帕兰达的Perra-vaara（66°1′5″N 23°55′21″E / 66.01806°N 23.92250°E）

### 芬兰
- 埃农泰基厄的Stuor-Oivi（68°40′57″N 22°44′45″E / 68.68250°N 22.74583°E）
- 上托尔尼奥的阿瓦萨克萨（66°23′52″N 23°43′31″E / 66.39778°N 23.72528°E）
- 托尔尼奥的Tornea（65°49′48″N 24°09′26″E / 65.83000°N 24.15722°E）
- 科尔皮拉赫蒂（已合并至于韦斯屈莱）的Puolakka（芬蘭語：Oravivuori）（61°55′36″N 25°32′01″E / 61.92667°N 25.53361°E）
- 拉平耶尔维的Porlom II（60°42′17″N 26°00′12″E / 60.70472°N 26.00333°E）
- 皮赫泰的Svartvira（芬蘭語：Mustaviiri）（60°16′35″N 26°36′12″E / 60.27639°N 26.60333°E）

### 俄罗斯
- 霍格兰的Mäki-päälys（60°4′27″N 26°58′11″E / 60.07417°N 26.96972°E）
- 霍格兰的Hogland, Z（60°5′9.8″N 26°57′37.5″E / 60.086056°N 26.960417°E）

### 爱沙尼亚
- 小马尔亚的Woibifer（59°03′28″N 26°20′16″E / 59.05778°N 26.33778°E）
- 小马尔亚的Katko（59°02′54″N 26°24′51″E / 59.04833°N 26.41417°E）
- 塔尔图的Dorpat（58°22′43.64″N 26°43′12.61″E / 58.3787889°N 26.7201694°E）

### 拉脱维亚
- 埃爾格利市镇的Sestu-Kalns（56°50′24″N 25°38′12″E / 56.84000°N 25.63667°E）
- 叶卡布皮尔斯的Jacobstadt（56°30′05″N 25°51′24″E / 56.50139°N 25.85667°E）
- 新葉爾加瓦市镇的Bristen

### 立陶宛
- Panemunėlis的Karischki（55°54′09″N 25°26′12″E / 55.90250°N 25.43667°E）
- 內門奇內的Meschkanzi（54°55′51″N 25°19′00″E / 54.93083°N 25.31667°E）
- Nemėžis的Beresnäki（54°38′04″N 25°25′45″E / 54.63444°N 25.42917°E）

### 白俄罗斯
- Oshmyany的Tupischki（54°17′30″N 26°2′43″E / 54.29167°N 26.04528°E）
- Zelva的Lopati（53°33′38″N 24°52′11″E / 53.56056°N 24.86972°E）
- 伊万诺夫的Ossownitza（52°17′22″N 25°38′58″E / 52.28944°N 25.64944°E）
- 伊万诺夫的Tchekutsk（52°12′28″N 25°33′23″E / 52.20778°N 25.55639°E）
- 伊万诺夫的Leskowitschi（52°9′39″N 25°34′17″E / 52.16083°N 25.57139°E）

### 摩尔多瓦
- Rudi的Rudi（48°19′08″N 27°52′36″E / 48.31889°N 27.87667°E）

### 乌克兰
- Antonivka的Katerinowka（49°33′57″N 26°45′22″E / 49.56583°N 26.75611°E）
- Hvardiiske的Felschtin（49°19′48″N 26°40′55″E / 49.33000°N 26.68194°E）
- Baranivka的Baranowka（49°08′55″N 26°59′30″E / 49.14861°N 26.99167°E）
- Nekrasivka的Staro-Nekrassowka（45°19′57.5″N 28°55′40″E / 45.332639°N 28.92778°E）